# Zeitschrift für Physikalische Chemie
Zeitschrift für Physikalische Chemie is een internationaal, aan collegiale toetsing onderworpen wetenschappelijk tijdschrift op het gebied van de fysische chemie.
De naam wordt in literatuurverwijzingen meestal afgekort tot Z. Phys. Chem.
Het tijdschrift is opgericht in 1887 door Wilhelm Ostwald, Jacobus van 't Hoff en Svante Arrhenius. Het wordt uitgegeven door de Oldenbourg Wissenschaftsverlag en verschijnt maandelijks.